# Costa de Marfil en los Juegos Paralímpicos de Pekín 2008
Costa de Marfil estuvo representada en los Juegos Paralímpicos de Pekín 2008 por tres deportistas masculinos. El equipo paralímpico marfileño no obtuvo ninguna medalla en estos Juegos.